# Communauté de communes de la baie du Mont-Saint-Michel
La communauté de communes de la Baie du mont Saint-Michel, Porte de Bretagne, canton de Pleine-Fougères est une ancienne communauté de communes française, située dans le département d'Ille-et-Vilaine et la région Bretagne. C'était l'une des communautés de communes du Pays de Saint-Malo.

## Histoire
Première intercommunalité de l'arrondissement de Saint-Malo, la communauté de communes a été créée le 28 octobre 1993 et regroupait les onze communes du canton de Pleine-Fougères, soit 8 480 habitants (populations légales 2011) sur 18 417 hectares.
En application de la loi portant nouvelle organisation territoriale de la République, elle est dissoute au 31 décembre 2016 car comptant moins de 15 000 habitants. Elle fusionne avec la communauté de communes du Pays de Dol-de-Bretagne et de la Baie du Mont Saint-Michel pour former la communauté de communes du pays de Dol et de la Baie du Mont Saint-Michel.

## Territoire communautaire

### Composition
Elle regroupait onze communes :
| Nom                        | Code Insee | Gentilé          | Superficie (km2) | Population (dernière pop. légale) | Densité (hab./km2) |
| -------------------------- | ---------- | ---------------- | ---------------- | --------------------------------- | ------------------ |
| Pleine-Fougères (siège)    | 35222      | Pleine-Fougerais | 31,98            | 1 955 (2014)                      | 61                 |
| La Boussac                 | 35034      | Boussacquais     | 21,93            | 1 139 (2014)                      | 52                 |
| Broualan                   | 35044      | Broualanais      | 12,76            | 383 (2014)                        | 30                 |
| Roz-sur-Couesnon           | 35247      | Rozéens          | 25,86            | 1 032 (2014)                      | 40                 |
| Sains                      | 35248      | Sainsois         | 10,25            | 497 (2014)                        | 48                 |
| Saint-Broladre             | 35259      | Broladrais       | 23,81            | 1 123 (2014)                      | 47                 |
| Saint-Georges-de-Gréhaigne | 35270      | Gréhaignois      | 12,15            | 379 (2014)                        | 31                 |
| Saint-Marcan               | 35291      | Marcanais        | 7,68             | 457 (2014)                        | 60                 |
| Sougeal                    | 35329      | Sougelais        | 14,15            | 675 (2014)                        | 48                 |
| Trans-la-Forêt             | 35339      | Transéens        | 14,83            | 553 (2014)                        | 37                 |
| Vieux-Viel                 | 35354      | Vieux-Viellois   | 8,77             | 320 (2014)                        | 36                 |

### Démographie
| 1968  | 1975  | 1982  | 1990  | 1999  | 2006  | 2010  | 2012  | 2014  |
| ----- | ----- | ----- | ----- | ----- | ----- | ----- | ----- | ----- |
| 8 995 | 8 219 | 7 806 | 7 802 | 7 674 | 7 902 | 8 428 | 8 475 | 8 513 |

## Administration

### Siège
Le siège de la communauté de communes était à Pleine-Fougères, 2 rue de Villebermont.

### Élus
La communauté de communes était administrée par un conseil communautaire constitué en 2014 de 28 conseillers communautaires, qui sont des conseillers municipaux représentant chacune des communes membres.
À la suite des élections municipales de 2014 en Ille-et-Vilaine, le conseil communautaire du 29 avril 2014 avait élu son président, Louis Thébault, maire de Pleine-Fougères, ainsi que ses 6 vice-présidents. La liste des vice-présidents était alors la suivante :
|                       | Attributions                                                                               | Identité          | Qualité                             |
| --------------------- | ------------------------------------------------------------------------------------------ | ----------------- | ----------------------------------- |
| 1er                   | Multi-accueil, espaces jeux, accueil de loisirs, vie scolaire et informatique              | Christophe Fambon | Maire de Roz-sur-Couesnon           |
| 2e                    | Collecte, valorisation et traitement des ordures ménagères et assainissement non collectif | Louis Leport      | Maire de Saint-Marcan               |
| 3e                    | Environnement, écotourisme, environnement naturel, paysage et tourisme                     | Jean-Pierre Héry  | Maire de Saint-Georges-de-Gréhaigne |
| 4e                    | Communication, vie associative, mutualisation et sports                                    | Alain Roupie      | Maire de Vieux-Viel                 |
| 5e                    | Aménagement du territoire, habitat et urbanisme                                            | Guy Videloup      | Maire de Saint-Broladre             |
| 6e                    | Transports, voirie, sentiers et espaces verts                                              | Didier Gouablin   | Maire de Broualan                   |
| Source : Ouest-France |                                                                                            |                   |                                     |

Le bureau comptait quatre autres membres :
1. Odile Mabile, maire de La Boussac
2. Michel Blin, maire de Sains
3. Rémi Chapdelaine, maire de Sougéal
4. Janine Lejanvre, maire de Trans-la-Forêt

### Liste des présidents
| Période       | Période               | Identité           | Étiquette | Qualité                                              |
| ------------- | --------------------- | ------------------ | --------- | ---------------------------------------------------- |
| novembre 1993 | juillet 1995          | Louis Thébault     | UDF       | 2e adjoint au maire de Pleine-Fougères (1989 → 1995) |
| juillet 1995  | mars 1998 (démission) | Jean-Louis Helleux | PS        | Maire de Trans-la-Forêt (1995 → 2014)                |
| mars 1998     | avril 2014            | Christian Couët    | PRG       | Maire de Pleine-Fougères (1995 → 2014)               |
| avril 2014    | décembre 2016         | Louis Thébault     | UDI       | Maire de Pleine-Fougères (2014 → )                   |